# Narkamauka

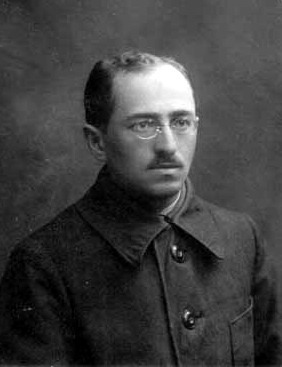
Branislaw Tarashkyevich - activista social, lingüista, traductor y crítico literario bielorruso.

Narkamauka (en idioma bielorruso: наркамаўка, transliterado como narkamaŭka) es una denominación coloquial para referirse a la reforma ortográfica bielorrusa de 1933, la cual es actualmente normativa en lo que respecta a la gramática de ese idioma.
El término evolucionó a partir de la palabra bielorrusa narkam (en alfabeto cirílico bielorruso: наркам), el cual era el nombre abreviado en ese idioma de los denominados comisarios del pueblo de la antigua Unión Soviética (narodni kamisap, народны камісар).
La denominación en cuestión fue acuñada hacia fines de la década de 1980 o comienzos de la de 1990 por el lingüista bielorruso Vincuk Viačorka.

## Nota y referencia
1. ↑  S. Zaprudski, Варыянтнасць у беларускай літаратурнай мове, IV летні семінар беларускай мовы, літаратуры і культуры, 5–19 ліпеня 1999 г.: (Varyjantnasts' u belaruskak litaraturnaj move), IV letni seminar belaruskaj movy, litaratury i kul'tury, 5-19 lipenja 1999 g.), Лекцыі (Leksyi), Minsk, 1999, páginas 20–26.